# Тенель
Тене́ль (фр. Thenelles) — коммуна во Франции, находится в регионе Пикардия. Департамент коммуны — Эна. Входит в состав кантона Рибмон. Округ коммуны — Сен-Кантен.
Код INSEE коммуны — 02741.

## Население
Население коммуны на 2010 год составляло 568 человек.
| 1962 | 1968 | 1975 | 1982 | 1990 | 1999 | 2010 |
| ---- | ---- | ---- | ---- | ---- | ---- | ---- |
| 831  | 868  | 787  | 675  | 623  | 569  | 568  |

## Экономика
В 2010 году среди 327 человек трудоспособного возраста (15—64 лет) 216 были экономически активными, 111 — неактивными (показатель активности — 66,1 %, в 1999 году было 64,6 %). Из 216 активных жителей работали 186 человек (105 мужчин и 81 женщина), безработных было 30 (13 мужчин и 17 женщин). Среди 111 неактивных 20 человек были учениками или студентами, 38 — пенсионерами, 53 были неактивными по другим причинам.